# ParaSail
ParaSail (абревіатура від англ. Parallel Specification and Implementation Language) — мова паралельної специфікації та реалізації, це об'єктно-орієнтована мова паралельного програмування. Розробка і  реалізація ParaSail описується в блозі й на офіційному сайті [Архівовано 16 листопада 2021 у Wayback Machine.] мови.
ParaSail використовує модель програмування без вказівників, де об'єкти можуть збільшуватися і зменшуватися, і семантика значень використовуються для призначень. В ній немає глобальної купи збору сміття. Управління зберіганням даних на основі регіонів використовується у мові. Типи можуть бути рекурсивними, якщо рекурсивні компоненти оголошені, як необов'язкові. В ній немає глобальних змінних та параметрів накладення спектрів, і всі підвираження виражень можуть приймати значення паралельно. Твердження, передумови, постумови, інваріанти класів і т.д., є частиною стандартного синтаксису. Будь-які можливі стани гонитви виявляються під час компіляції.
Початкова розробка ParaSail розпочалася  у вересні 2009 року Такером Тафтом.
Як і інтерпретатор, який використовує віртуальну машину ParaSail, так і компілятор на основі LLVM є доступними в ParaSail. Техніка викрадення роботи використовується для планування потоків ParaSail. Останню версію мови можна завантажити з вебсайту ParaSail.

## Цілі
- Безпечна підтримка неявного і явного паралелізму.
- Узагальнення часу компіляції виконання тверджень, передумов, постумов і інваріантів класу.
- Ефективне, без вказівникове, на основі регіону управління зберіганням даних.
- Знайома на основі класів та інтерфейсів та об'єктно-орієнтована модель програмування.

## Опис
Синтаксис ParaSail подібний до Modula, але він на основі класів та інтерфейсів та об'єктно-орієнтованої моделі програмування, тому також подібний і до Java або C#.
Зовсім недавно паралельні конструкції  ParaSail були адаптовані для інших синтаксисів, для створення Java-подібного, Python-подібного, і Ada-подібного коду. Компілятори та інтерпретатори Javallel, Parython і Sparke використовують реалізацію ParaSail.

## Приклади
Нижче наведено приклад всесвітньо відомої програми Hello world  в ParaSail :
```
func
 
Hello_World
(
var
 
IO
)
 
is

    
IO
.
Println
(
"Hello, World"
);

end
 
func
 
Hello_World
;

```

Нижче наведено інтерфейс базового модуля карти:
```
interface
 
BMap
<
Key_Type
 
is
 
Ordered
<>;
 
Element_Type
 
is
 
Assignable
<
>>
 
is

    
op
 
"[]"
()
 
-
>
 
BMap
;
  
// Create an empty map

    
func
 
Insert
(
var
 
BMap
;
 
Key
 
:
 
Key_Type
;
 
Value
 
:
 
Element_Type
);

    
func
 
Find
(
BMap
;
 
Key
 
:
 
Key_Type
)
 
-
>
 
optional
 
Element_Type
;

    
func
 
Delete
(
var
 
BMap
;
 
Key
 
:
 
Key_Type
);

    
func
 
Count
(
BMap
)
 
-
>
 
Univ_Integer
;

end
 
interface
 
BMap
;

```

Ось можлива реалізація цієї карти модуля, використовуючи бінарне дерево:
```
class
 
BMap
 
is

    
interface
 
Binary_Node
<>
 
is

      
// A simple "concrete" binary node module

        
var
 
Left
 
:
 
optional
 
Binary_Node
;

        
var
 
Right
 
:
 
optional
 
Binary_Node
;

        
const
 
Key
 
:
 
Key_Type
;

        
var
 
Value
 
:
 
optional
 
Element_Type
;
  
// null means deleted

    
end
 
interface
 
Binary_Node
;

    
var
 
Tree
 
:
 
optional
 
Binary_Node
;

    
var
 
Count
 
:=
 
0
;

  
exports

    
op
 
"[]"
()
 
-
>
 
BMap
 
is
  
// Create an empty map

        
return
 
(
Tree
 
=>
 
null
,
 
Count
 
=>
 
0
);

    
end
 
op
 
"[]"
;

    
func
 
Insert
(
var
 
BMap
;
 
Key
 
:
 
Key_Type
;
 
Value
 
:
 
Element_Type
)
 
is

      
// Search for Key, overwrite if found, insert new node if not

        
for
 
M
 
=>
 
BMap
.
Tree
 
loop

            
if
 
M
 
is null
 
then

                
// Not already in the map; add it

                
M
 
:=
 
(
Key
 
=>
 
Key
,
 
Value
 
=>
 
Value
,
 
Left
 
=>
 
null
,
 
Right
 
=>
 
null
);

                
BMap
.
Count
 
+=
 
1
;

            
else

               
case
 
Key
 
=?
 
M
.
Key
 
of

                 
[
#less
]
 
=>

                   
continue
 
loop
 
with
 
M
.
Left
;

                 
[
#greater
]
 
=>

                   
continue
 
loop
 
with
 
M
.
Right
;

                 
[
#equal
]
 
=>

                   
// Key is already in the map;

                   
// bump count if Value was null;

                   
if
 
M
.
Value
 
is null
 
then

                       
BMap
.
Count
 
+=
 
1
;

                   
end
 
if
;

                   
// in any case overwrite the Value field

                   
M
.
Value
 
:=
 
Value
;

                   
return
;

               
end
 
case
;

            
end
 
if
;

        
end
 
loop
;

    
end
 
func
 
Insert
;

    
func
 
Find
(
BMap
;
 
Key
 
:
 
Key_Type
)
 
-
>
 
optional
 
Element_Type
 
is

      
// Search for Key, return associated Value if present, or null otherwise

        
for
 
M
 
=>
 
BMap
.
Tree
 
while
 
M
 
not null
 
loop

            
case
 
Key
 
=?
 
M
.
Key
 
of

              
[
#less
]
 
=>

                
continue
 
loop
 
with
 
M
.
Left
;

              
[
#greater
]
 
=>

                
continue
 
loop
 
with
 
M
.
Right
;

              
[
#equal
]
 
=>

                
// Found it; return the value

                
return
 
M
.
Value
;

            
end
 
case
;

        
end
 
loop
;

        
// Not found in BMap

        
return
 
null
;

    
end
 
func
 
Find
;

    
func
 
Delete
(
var
 
BMap
;
 
Key
 
:
 
Key_Type
)
 
is

      
// Search for Key; delete associated node if found

        
for
 
M
 
=>
 
BMap
.
Tree
 
while
 
M
 
not null
 
loop

            
case
 
Key
 
=?
 
M
.
Key
 
of

              
[
#less
]
 
=>

                
continue
 
loop
 
with
 
M
.
Left
;

              
[
#greater
]
 
=>

                
continue
 
loop
 
with
 
M
.
Right
;

              
[
#equal
]
 
=>

                
// Found it; if at most one subtree is non-null, overwrite

                
// it; otherwise, set its value field to null

                
// (to avoid a more complex re-balancing).

                
if
 
M
.
Left
 
is null
 
then

                    
// Move right subtree into M

                    
M
 
<==
 
M
.
Right
;

                
elsif
 
M
.
Right
 
is null
 
then

                    
// Move left subtree into M

                    
M
 
<==
 
M
.
Left
;

                
else

                    
// Cannot immediately reclaim node;

                    
// set value field to null instead.

                    
M
.
Value
 
:=
 
null
;

                
end
 
if
;

                
// Decrement count

                
BMap
.
Count
 
-=
 
1
;

            
end
 
case
;

        
end
 
loop
;

        
// Not found in the map

    
end
 
func
 
Delete
;

    
func
 
Count
(
BMap
)
 
-
>
 
Univ_Integer
 
is

      
// Return count of number of items in map

        
return
 
BMap
.
Count
;

    
end
 
func
 
Count
;

end
 
class
 
BMap
;

```

Ось проста тестова програма для модуля ВМАР:
```
import
 
PSL
::
Core
::
Random
;

import
 
BMap
;

func
 
Test_BMap
(
Num
 
:
 
Univ_Integer
;
 
Seed
 
:
 
Univ_Integer
)
 
is

    
// Test the Binary-Tree-based Map

    
var
 
Ran
 
:
 
Random
 
:=
 
Start
(
Seed
);
  
// Start a random-number sequence

    
// Declare a map from integers to strings

    
var
 
M
 
:
 
BMap
<
Key_Type
 
=>
 
Univ_Integer
,
 
Element_Type
 
=>
 
Univ_String
>;

    
M
 
:=
 
[];
  
// Initialize the map to the empty map

    
for
 
I
 
in
 
1
..
Num
*
2
 
forward
 
loop
  
// Add elements to the map

        
const
 
Key
 
:=
 
Next
(
Ran
)
 
mod
 
Num
 
+
 
1
;

        
const
 
Val
 
:=
 
"Val"
 
|
 
To_String
(
I
);

        
Println
(
"About to insert "
 
|
 
Key
 
|
 
" => "
 
|
 
Val
);

        
Insert
(
M
,
 
Key
,
 
Val
);

    
end
 
loop
;

    
Println
(
"Count = "
 
|
 
Count
(
M
));

    
for
 
I
 
in
 
1
..
Num
 
loop
 
// Search for elements in the map

        
const
 
Key
 
:=
 
Next
(
Ran
)
 
mod
 
Num
 
+
 
1
;

        
Println
(
"Looking for "
 
|
 
Key
 
|
 
", found "
 
|
 
Find
(
M
,
 
Key
));

    
end
 
loop
;

    
for
 
I
 
in
 
1
..
Num
/
3
 
loop
  
// Delete some elements from the map

        
const
 
Key
 
:=
 
Next
(
Ran
)
 
mod
 
Num
 
+
 
1
;

        
Println
(
"About to delete "
 
|
 
Key
);

        
Delete
(
M
,
 
Key
);

    
end
 
loop
;

    
Println
(
"Count = "
 
|
 
Count
(
M
));

    
for
 
I
 
in
 
1
..
Num
 
forward
 
loop
  
// Search again for elements in the map

        
Println
(
"Looking for "
 
|
 
I
 
|
 
", found "
 
|
 
Find
(
M
,
 
I
));

    
end
 
loop
;

end
 
func
 
Test_BMap
;

```